# بیجلا گورا
بیجلا گورا (به لاتین: Bijela gora) یک فلات در مونته‌نگرو است که در مونته‌نگرو واقع شده‌است. بیجلا گورا ۱٬۸۶۵ متر بالاتر از سطح دریا واقع شده‌است.